# Nikolassee
Der Nikolassee ist ein Grundwassersee mit einer Fläche von rund 5,6 Hektar im gleichnamigen Berliner Ortsteil Nikolassee im Bezirk Steglitz-Zehlendorf. Der Ortsteil entstand 1901 als Villenkolonie und übernahm den Namen vom See. Mit dem gleichnamigen Bahnhof der Wannseebahn sind See und Ortsteil in das S-Bahn-Netz der Stadt eingebunden und gehören seit 1920 zum damals gegründeten Groß-Berlin.

## Geologie und Naturraum
Der Nikolassee bildet das letzte, südliche Glied der Grunewaldseenkette vor der Havel. Der Charakter der Seenkette als eiszeitliche glaziale Rinne lässt sich gut an der langgezogenen Senke und Niederung der Rehwiese ablesen, die den Nikolassee nach Nordosten mit dem Schlachtensee verbindet. Da durch die Niederung kaum noch Wasser fließt, wird der Nikolassee heute über ein Pumpwerk aus dem Großen Wannsee gespeist. Die natürliche Entwässerung erfolgte über den Nikolas-Graben, der nördlich von Sandwerder in den Großen Wannsee mündet.

## Senkung des Grundwasserspiegels

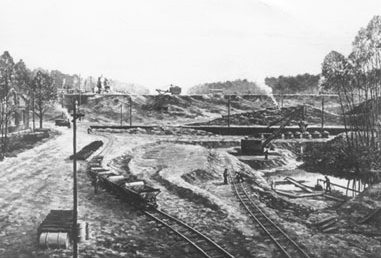
Wiederherstellung des Nikolassees 1910

Ab 1888 förderten das Wasserwerk Beelitzhof I und ab 1894 das Wasserwerk Beelitzhof II erhebliche Mengen Grundwasser, was zu einer Absenkung des Grundwasserspiegels führte, so dass der Wasserspiegel der unteren Grunewaldseen Schlachtensee, Krumme Lanke, Nikolassee und Riemeistersee um über zwei Meter fiel. Bis 1910 war der Nikolassee trockengefallen, ebenso 1911 der „Riemeistersee“, der seitdem nur noch als Fenn existiert. Es bildete sich daraufhin ein Schutzverband für die Erhaltung der Grunewaldseen, bei dem auch der in Nikolassee wohnende Architekt Hermann Muthesius engagiert war. Schließlich wurde zwischen der Betreiberin des Wasserwerks, der Charlottenburger Wasserwerke AG, und der Königlichen Regierung zu Potsdam am 26. Februar 1913 ein Vertrag geschlossen, in dem sich die Wasserwerke verpflichteten, Wasser aus dem Wannsee in die Seenkette einzuleiten, „um den zur Zeit niedrigeren Wasserspiegel bis auf die Ordinate +31,6 m über N.N. zu erhöhen und diese Höhe aufrecht zu erhalten“. Mit dem Aushub der benachbarten Beelitzhofer Bauten erhielt der See eine neue Sohle und wurde ab 1913 wieder aufgefüllt.

## Landschaftsschutzgebiete
Rehwiese und Nikolassee sind seit 1960 als Landschaftsschutzgebiet mit einer Fläche von 25,6 Hektar ausgewiesen. Obwohl der Nikolassee von der stark frequentierten AVUS, einem Teilstück der Bundesautobahn 115, direkt am Autobahnkreuz Zehlendorf im Schnittpunkt mit der Bundesstraße 1 durchtrennt wird, konnte er als Biotop erhalten werden. Seine sumpfige Umgebung bietet Resten wertvoller Auenwälder den nötigen durchnässten Boden. Neben den für die Grunewaldseen typischen Aalen, Schleien, Hechten, Karpfen, Welsen und Zandern sind allein im Nikolassee Bitterlinge aus der Familie der Karpfen heimisch. Von der Rehwiese führt ein breiter Fuß- und Radweg unter der Autobahn hindurch zum See. Das Baden ist nicht mehr erlaubt. Im Winter wird der zugefrorene See gerne von Wintersportlern, vor allem von Eishockeyspielern, genutzt.

## St. Clawes See

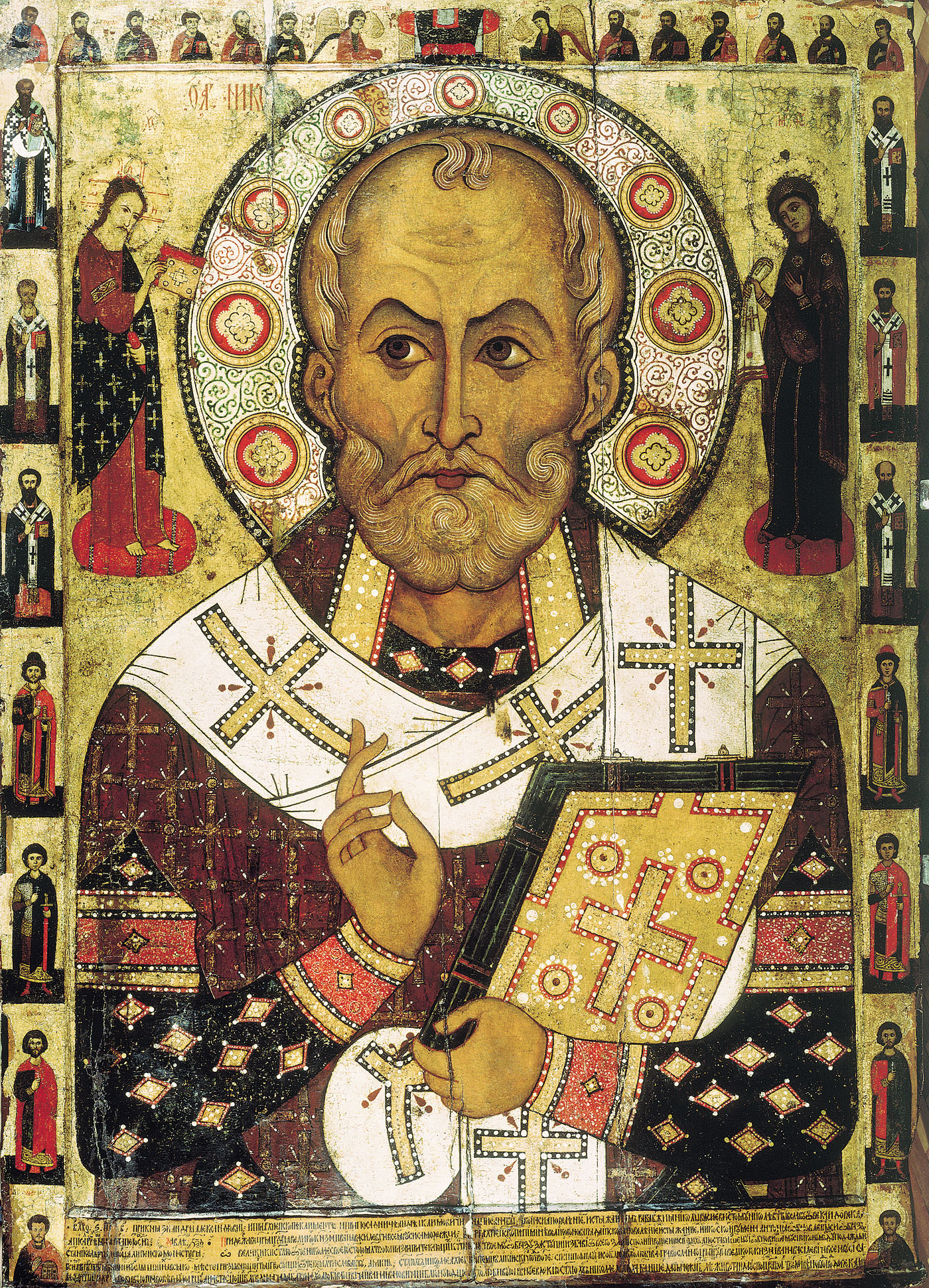
Nikolaus von Myra (Russische Ikone von Aleksa Petrov, 1294)

Seinen Namen erhielt der Nikolassee vom einflussreichen Kloster Lehnin des Zisterzienserordens, das den See 1242 zusammen mit dem Dorf „Slatdorp“ am „Slatsee“ (Schlachtensee) den gemeinsam regierenden  askanischen Markgrafen Johann I. und Otto III. abkaufte: „… villa Slauicali, que Slatdorp digitur, et duobus stagnis Slatse et Tusen …“ Der in der Urkunde nach dem „Slatse“ erwähnte See „Tusen“ ist mit allerhöchster Wahrscheinlichkeit der Nikolassee, der dann von den Mönchen zu Ehren des Heiligen Nikolaus (mittelniederdeutsch „Klawes“) „St. Clawes See“ benannt wurde.
Auch eine Urkunde aus dem Jahr 1591 führt ihn noch unter diesem Namen; 1652 taucht dann die Bezeichnung „Niclas See“ auf. Das Erbregister Spandau aus dem Jahr 1704 enthält die Eintragung „Drey Seen als Crummenlancksche, Schlachten und Nicolaus Seen […]“ und macht ihn damit endgültig zum „Nikolaus See“ oder heute „Nikolassee“.